# 우울한 학문
우울한 학문 ( dismal science ) 은 토머스 칼라일이 토머스 로버트 맬서스의 인구론을 읽고 경제학의 한계를 나타내기 위해 붙인 명칭이다. 그는 그의 1849년 수필인 " 니그로 문제에 관한 특별 담화문"에서 사용하였다.
그는 서인도 제도에서 생산성을 올리기 위해서는 노예제를 다시 도입해야 한다고 주장했다.
칼라일의 관점은 존 스튜어트 밀에 의해 비판받았는 데, 밀은 노동 자체가 미덕이며 약자의 발전을 방해한다고 주장하였다.
칼라일의 관점을 이어 받은 자로는 존 러스킨이 있다.

## 같이 보기
- 맬서스주의